# Leucania indica
Leucania indica là một loài bướm đêm trong họ Noctuidae.